# Добив на неметални материали и суровини
Добивът на неметални материали и суровини е подотрасъл на добивната промишленост, извършващ добив на нерудни полезни изкопаеми.
Добивът се извършва в открити или подземни кариери, чрез драгиране на наноси или чрез изпаряване на солена вода. Секторът включва и първичната обработка на добития материал – раздробяване, промиване, изсушаване, сортиране, смесване. Сред добиваните продукти са пясък, трошен камък и други скални материали, глина, гипс, готварска сол и други.